# Best of Mucc
Pour les articles homonymes, voir Best of.
Albums de Mucc
Gokusai
(2006) Shion
(2008)
Best of Mucc (ベスト・オブ・ムック) (stylisé BEST OF MUCC) est une compilation du groupe de rock japonais Mucc sortie le 6 juin 2007, en même temps que la compilation Worst of Mucc. L'édition limitée comprend un album bonus de six titres enregistrés en version acoustique. 

## Liste des titres
| No  | Titre                                                     | Paroles       | Musique       | Durée |
| --- | --------------------------------------------------------- | ------------- | ------------- | ----- |
| 1.  | Utagoe (謡声 (ウタゴエ))                                  | Tatsuro       | Miya, Satochi | 4:08  |
| 2.  | Ryuusei (流星)                                            | Tatsuro       | Miya          | 4:39  |
| 3.  | Saishuu Ressha (最終列車)                                 | Tatsuro       | Miya          | 4:00  |
| 4.  | Kokoro no Nai Machi (ココロノナイマチ)                    | Tatsuro       | Miya          | 4:50  |
| 5.  | Gerbera (ガーベラ)                                        | Tatsuro       | Miya          | 3:57  |
| 6.  | Waga, Arubeki Basho (我、在ルベキ場所)                    | Miya          | Miya          | 4:50  |
| 7.  | Ame no Orchestra (雨のオーケストラ)                       | Tatsuro       | YUKKE         | 5:57  |
| 8.  | Monochro no Keshiki (モノクロの景色)                      | Tatsuro       | YUKKE, Miya   | 5:38  |
| 9.  | Roji Ura Boku to Kimi E (路地裏 僕と君へ)                 | Tatsuro       | Miya          | 4:22  |
| 10. | Namonaki Yume (名も無き夢)                                | Tatsuro       | Miya          | 4:26  |
| 11. | Horizont (ホリゾント)                                     | Tatsuro, Miya | YUKKE, Miya   | 3:55  |
| 12. | Libra (Best Hold It Remix) (リブラ -Best Hold It Remix-)  | Tatsuro       | Miya          | 4:58  |
| 13. | 9Gatsu 3Kka no Kokuin (9月3日の刻印)                      | Miya          | Miya          | 5:33  |
| 14. | Yuubeni (夕紅)                                            | Miya          | Satochi       | 3:06  |
| 15. | Yasashii Uta (優しい歌)                                   | Miya          | Miya          | 4:54  |
| 16. | Flight (Best Hold It Ver.) (フライト -Best Hold It Ver.-) | Tatsuro, Miya | Satochi, Miya | 3:47  |

| 1. | Kokonoka (Yojou-Han Ver.) (九日 (四畳半 Ver.))                                |  |
| 2. | Suna no Shiro (1st Nishi-Shinjuku Ver.) (砂の城 (1st 西新宿 Ver.))            |  |
| 3. | Tsuki no Sakyuu (Unplugged) (月の砂丘 (Unpluged))                             |  |
| 4. | Yume no Machi (夢の街)                                                        |  |
| 5. | Aoki Haru (Worst Hold It Ver.) (青き春 (Worst Hold It Ver.))                  |  |
| 6. | Saishuu Ressha (Acoustic in Shinjuku Yagai) (最終列車 (Acoustic in 新宿野外)) |  |